# Enrico Noris

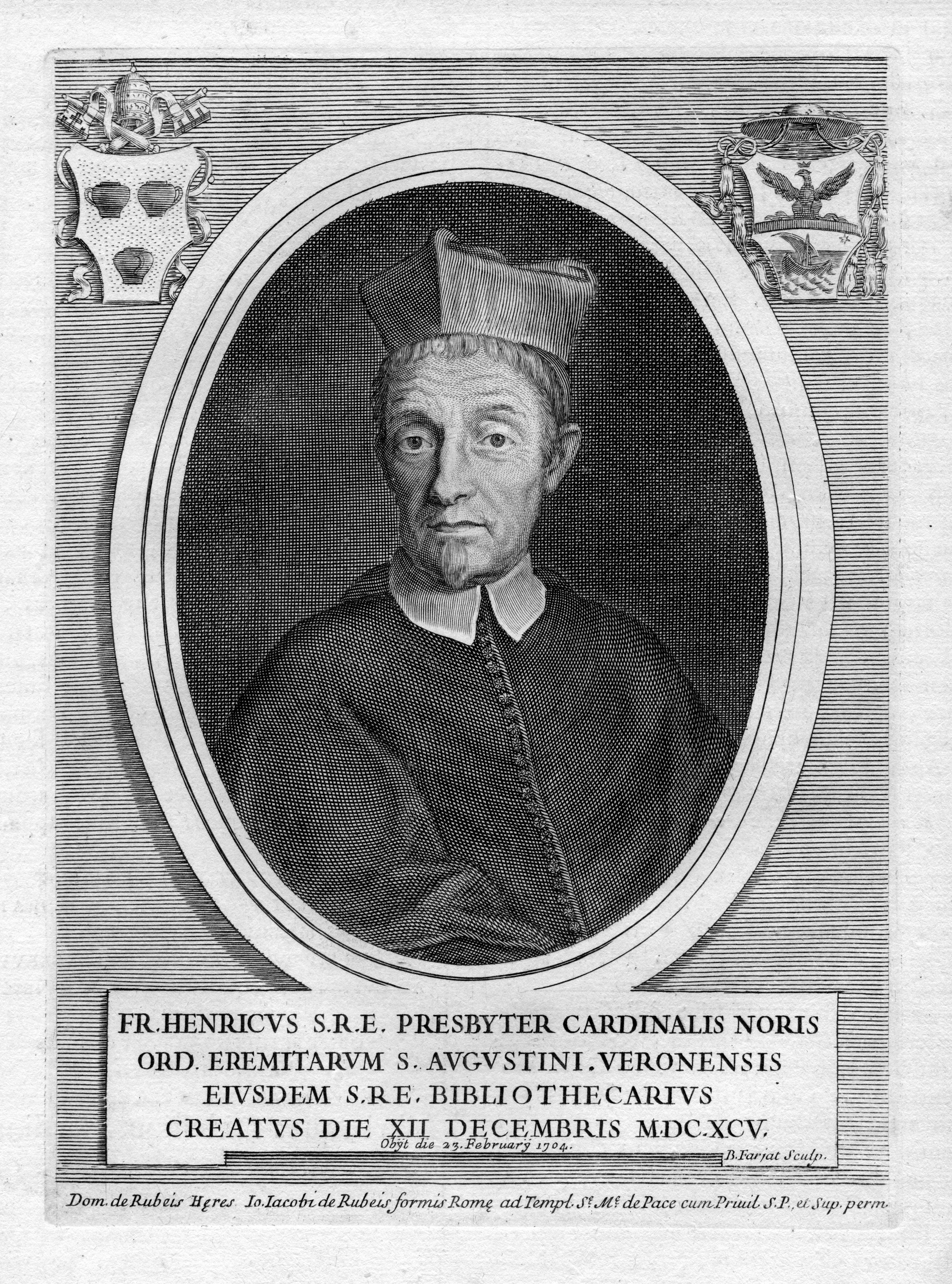
Enrico Kardinal Noris OESA (Porträtstich von 1751)

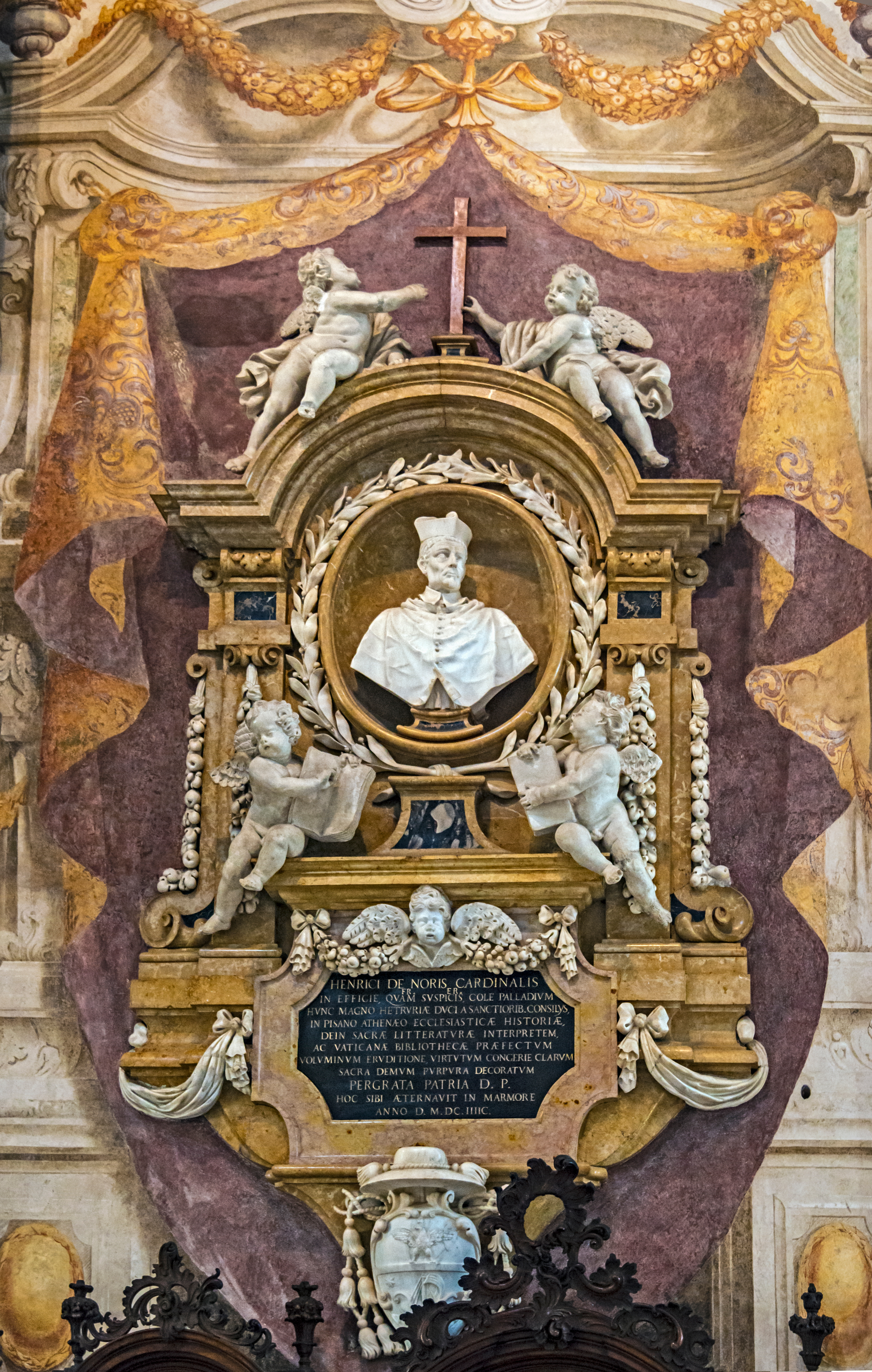
Gedenktafel am Grabdenkmal in der Kathedrale von Verona

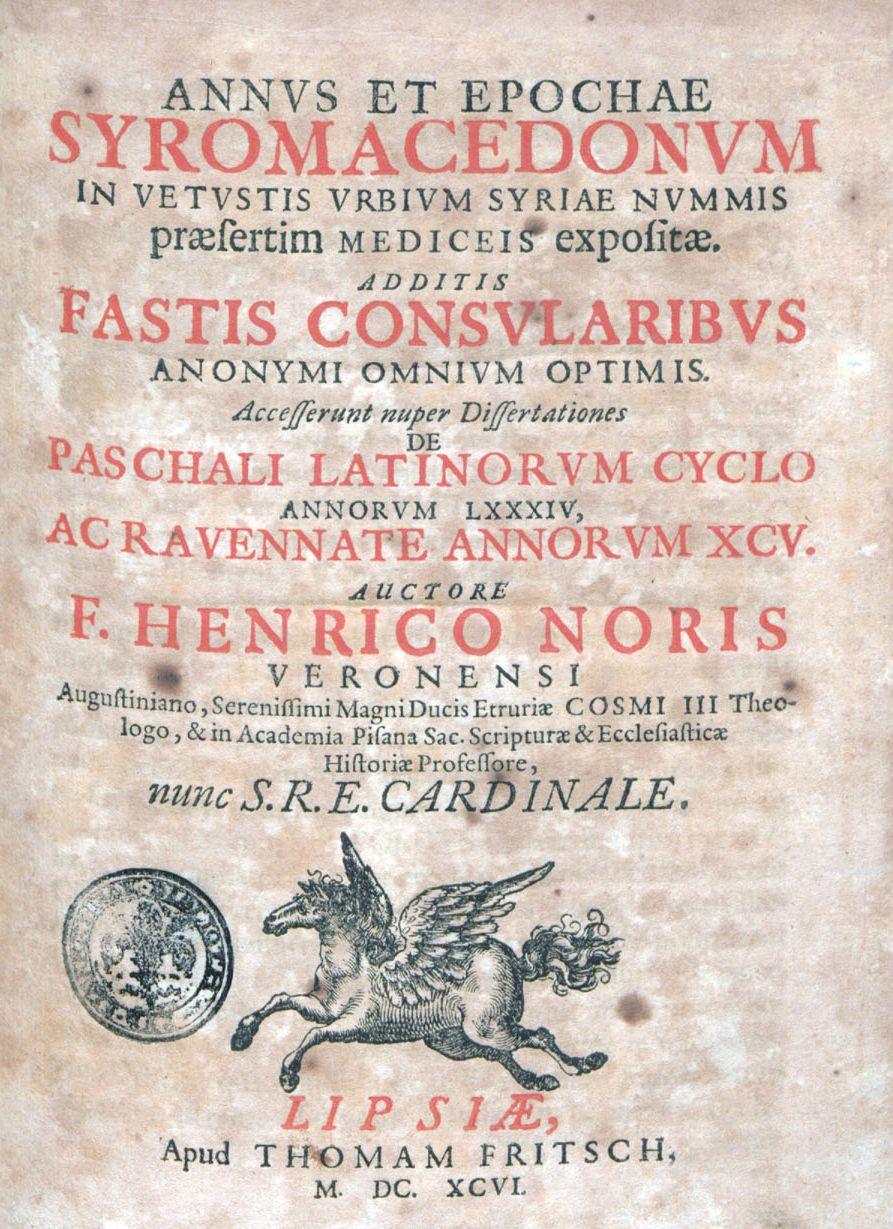
Titelseite seines Werkes Annus et epochae Syromacedonum (Leipzig 1696)

Enrico Noris OESA (* 29. August 1631 in Verona; † 23. Februar 1704 in Rom) war ein italienischer Kirchenhistoriker, Kardinal und Bibliothekar.

## Leben und Werk
Enrico Noris wurde 1631 in Verona geboren. Er studierte Rhetorik und Logik in Rimini und trat dann 1646 in den Augustinerorden ein, wo er den Ordensnamen Enrico erhielt. Nach Abschluss seines Noviziats und seiner religiösen Ausbildung begann er ein philosophisches und theologisches Studium in Rom. Nach seiner Priesterweihe lehrte er Theologie und Philosophie an verschiedenen Generalstudien seines Ordens, so 1658 in Pesaro, 1662 in Perugia, 1664 in Florenz, 1666 in Padua, 1671 in Rom, 1674 an der Universität Pisa.
Sein Hauptwerk ist Vindiciae augustinianae, eine umfangreiche Darlegung und Verteidigung der Lehre von Augustinus von Hippo in der Auseinandersetzung mit dem Theologen Pelagius und seinen Schülern.
Aufgrund seiner orthodoxen Ansichten wurden Vorwürfe gegen ihn erhoben, die ihn des Jansenismus und des Bajanismus beschuldigten. Per Dekret vom 4. März 1667 wurde sein unter dem Pseudonym Annibal Corradinus (Annibale Corradini) in Altdorf bei Nürnberg verlegtes Werk Miles macedonicus plautino sale perfrictus durch das Heilige Offizium auf den Index gesetzt.
Cosimo III. de’ Medici ernannte ihn 1673 zum persönlichen Theologen und Professor für Kirchengeschichte an der Universität von Pisa. Andere Angebote, darunter von den Päpsten Clemens X. und Innozenz XI., lehnte er ab.
Im Jahre 1695 wurde er von Papst Innozenz XII. zum Kardinal erhoben und im Januar 1696 als Kardinalpriester von San Agostino installiert. Seit 1700 war Kardinal Noris Kustos der Bibliothek des Vatikans. Er gilt als einer der gelehrtesten Theologen seiner Zeit. Dem Allgemeinen Gelehrten-Lexikon von Jöcher zufolge war er „ungemein fleißig [und] studierte alle Tage 14 Stunden“.
Als Kardinal war er Teilnehmer des Konklaves von 1700, aus dem Clemens XI. als neuer Papst hervorging.
Nach seinem Tod am Nachmittag des 23. Februar 1704 wurde Kardinal Noris in seiner Titelkirche San Agostino aufgebahrt und danach dort begraben. Die Augustiner-Eremiten errichteten ihm zu Ehren dort ein Denkmal.
Enrico Noris gilt als Vater der sog. Jüngeren Augustinerschule.

## Werke (Auswahl)
- Historia Pelagiana, Padua 1673.
- Vindiciae augustinianae, Padua 1683.
- Annus et epochae Syromacedonum. Bei Thomas Fritsch, Leipzig 1696.
- Opera omnia, Band I-IV, Hrsg.: P. und G. Ballerini, Verona 1729–1732; Band V, Mantua 1741 [204 Briefe]; ferner: Band I-III, Bassano 1769 [theolog. Schriften].
- Lettere del Cardinal Norissopra vari punti di erudizione, scritte a diversi. Junta con la Istoria delle investiture. Mantua 1741.

Im Jahr 1747 wurde Noris’ Historia Pelagiana auf den spanischen Index gesetzt, auf Intervention von Papst Benedikt XIV. jedoch 1758 wieder daraus gestrichen. Damit nahm der Papst das von Noris vertretene Verständnis der augustinischen Gnadenlehre in Schutz. Bei dem verdienten Dogmenhistoriker Noris bleibt „die Gratuität der übernatürl. Heilsordnung gewahrt“ (Adolar Zumkeller).